# Ceriagrion praetermissum
Ceriagrion praetermissum là một loài chuồn chuồn kim trong họ Coenagrionidae.
Loài này được xếp vào nhóm Loài ít quan tâm trong sách Đỏ của IUCN năm 2010.
Ceriagrion praetermissum được Lieftinck miêu tả khoa học năm 1929.